# تپه دینه‌کش
تپه دینه‌کش مربوط به هزاره اول قبل از میلاد است و در شهرستان قائم شهر، بخش مرکزی، روستای المشیر واقع شده و این اثر در تاریخ ۱۷ اسفند ۱۳۸۱ با شمارهٔ ثبت ۷۸۴۸ به‌عنوان یکی از آثار ملی ایران به ثبت رسیده است.